# Aban Air
Aban Air ist eine iranische Frachtfluggesellschaft mit Sitz in Teheran und Basis auf dem Flughafen Teheran-Mehrabad.

## Geschichte
Aban Air begann im Mai 2005 ihren regulären Flugbetrieb mit Charterflügen einer Antonow An-12 nach Dubai. Die Maschine wurde kurz danach durch eine Iljuschin Il-76 ersetzt. Aban Air erhielt ihre offizielle Fluggenehmigung jedoch erst im März 2006. Am 4. November 2009 wurde die Verbindung nach Frankfurt aufgenommen.
Ab 2013 bestanden Sanktionen gegen Aban Air seitens der Vereinigten Staaten, US-Bürgern waren jegliche Geschäftsbeziehungen mit Aban Air untersagt. Im Rahmen des Atom-Abkommens 2016 wurden die Sanktionen wieder aufgehoben.

## Flugziele
Aban Air bietet von Teheran aus neben regulären Frachtflügen auch den Transport von spezieller Fracht, wie zum Beispiel gefährlichen und zerbrechlichen Gütern, Sperrfracht, leicht verderblichen Lebensmitteln oder lebenden Tieren an.

## Flotte
Mit Stand Juni 2016 besitzt Aban Air keine eigenen Flugzeuge. Stattdessen werden nach Bedarf Flugzeuge von anderen Fluggesellschaften geleast. Frühere Frachtflugzeuge waren unter anderem:
- Airbus A300B4-200F
- Antonow An-12
- Boeing 747-200F
- Iljuschin Il-76

## Trivia
- Aban Air transportierte den größten handgeknüpften Teppich der Welt von Teheran nach Abu Dhabi. Nach Angaben der staatlichen Iranischen Teppichgesellschaft ist er mit einer Fläche von fast 6.000 Quadratmetern der größte von Hand gefertigte Bodenbelag der Welt.[4] Der Teppich im Wert von umgerechnet 8,5 Millionen US-Dollar (ca. 7 Millionen Euro) wurde für die Scheich-Zayid-Moschee in Abu Dhabi gefertigt.[5]